# Amanita ovoidea
Amanita ovoidea là một loài nấm thuộc chi Amanita trong họ Amanitaceae. Loài này được hai nhà nghiên cứu người Pháp, Pierre Bulliard và Lucien Quélet miêu tả khoa học lần đầu tiên năm 1833. Bào tử nấm màu trắng, hình elip có kích cỡ 10–12 × 6.5–8 μm. Amanita ovoidea phát triển nhờ quan hệ cộng sinh với cây thông hay cây sồi.